# Лю Шиїн
Лю Шиїн (кит. спр. 刘诗颖, піньїнь: Liu Shiying, нар. 24 вересня 1993) — китайська легкоатлетка, яка спеціалузіється в метанні списа, олімпійська чемпіонка, чемпіонка Азії та Азійських ігор.
Брала участь в Олімпійських іграх-2016, але не потрапила до фінальної частини змагань.
21 травня 2017 встановила рекорд Азії (66,47), перевершивши попереднє досягнення співвітчизниці Люй Хуейхуей, встановлене у 2015 (66,13). Згодом, Люй Хуейхуей повернула собі континентальний рекорд та кілька разів його покращувала.
На чемпіонаті світу-2019 спортсменка виборола «срібло».

## Кар'єра
| Рік             | Змагання                      | Місце проведення         | Місце           | Дисципліна      | Результат       | Примітки        |
| Представник КНР | Представник КНР               | Представник КНР          | Представник КНР | Представник КНР | Представник КНР | Представник КНР |
| --------------- | ----------------------------- | ------------------------ | --------------- | --------------- | --------------- | --------------- |
| 2012            | Чемпіонат світу серед юніорів | Барселона, Іспанія       | 2               | метання списа   | 59.20 м         |                 |
| 2012            | Чемпіонат Азії серед юніорів  | Коломбо, Шрі-Ланка       | 1               | метання списа   | 53.02 м         |                 |
| 2015            | Чемпіонат Азії                | Ухань, Китай             | 1               | метання списа   | 61.33 м         | CR              |
| 2016            | Олімпійські ігри              | Ріо-де-Жанейро, Бразилія | 23 (кв.)        | метання списа   | 57.16 м         |                 |
| 2017            | Чемпіонат світу               | Лондон, Велика Британія  | 8               | метання списа   | 62.84 м         |                 |
| 2018            | Азійські ігри                 | Джакарта, Індонезія      | 1               | метання списа   | 66.09 м         | GR              |
| 2019            | Чемпіонат світу               | Доха, Катар              | 2               | метання списа   | 65.88 м         | SB              |
| 2021            | Олімпійські ігри              | Токіо, Японія            | 1               | метання списа   | 66.34 м         | SB              |
| 2022            | Чемпіонат світу               | Юджин, США               | 4               | метання списа   | 63.25 м         |                 |